# Pyrokinesis
Андрій Ігорович Федорович (рос. Андрей Игоревич Федорович), відоміший під псевдонімом pyrokinesis (від слова пірокінез) — російський реп-виконавець.

## Біографія
Народився 16 грудня 1995 року у селищі Багерове, що у Криму. У підлітковому віці разом з сім'єю переїхав до Краснодару. Почав творчий шлях з написання віршів та оповідань, потім став пробувати себе у репі. В підлітковому віці слухав композиції Касти, Oxxxymiron та багатьох інших учасників реп-батлів, у яких згодом почав брати участь сам. Найвище досягнення — друге місце на «Левый Баттл». Пізніше став учасником творчого об'єднання «#каждаябарбистерва», куди крім нього входили Aikko, Егор Натс, playingtheangel та інші.
Навчався у Краснодарі в університеті на курсі електроніки та нанотехнологій. Та, за словами виконавця, на другому курсі він вирішив повністю присвятити себе музиці і не приділяв навчанню достатньо часу, але все рівно отримав диплом.
У 2015 році вийшов його перший мікстейп 5, а пізніше мікстейп BURN TO DIE. Того-ж року вийшов дебютний альбом BLACK ROZE X RED ROZE.
У 2016 вийшов альбом Eclipse, у 2017 альбом Терновый венец эволюции, які значно вплинули на його кар'єрний ріст. У 2018 був представлений альбом Корми демонов по расписанию, після чого Андрій спільно з виконавцем STED.D. організував тур на 23 міста.
У 2019 вийшов альбом МОЯ МИЛАЯ ПУСТОТА, який у день виходу зібрав майже 2 мільйони прослуховувань.
У 2020 році вийшов альбом Питер, чай, не Франция.
У 2022 році 26 серпня вийшов альбом геометрия тьмы, що вмістив у собі 22 пісні.
Відмінною особливістю робіт виконавця є їхня концептуальність. У своїх піснях він орієнтується на текстову складову, а також ретельно продумує образи ліричних героїв. Сам Андрій заявляє, що в кожну свою пісню він закладає якусь ідею, та заодно, залишає простір слухачеві для міркувань. За його словами, на його творчість, мали сильний вплив Лана Дель Рей, Каста, Віктор Пелевін та Енді Воргол.

## Дискографія

### Альбоми
- 2015 — BLACK ROZE X RED ROZE
- 2016 — ECLIPSE
- 2017 — Терновый венец эволюции
- 2018 — Корми демонов по расписанию
- 2019 — Акустический
- 2019 — МОЯ МИЛАЯ ПУСТОТА
- 2020 — Питер, чай, не Франция
- 2022 — Геометрия тьмы
- 2025 — mea maxima culpa

### Мініальбоми
- 2015 — 5
- 2015 — BURN TO DIE